# Sedum sediforme
Sedum sediforme es una pequeña suculenta perenne de la familia de las crasuláceas. Oriunda de la región mediterránea y distribuida por las regiones templadas y frías de los dos hemisferios.

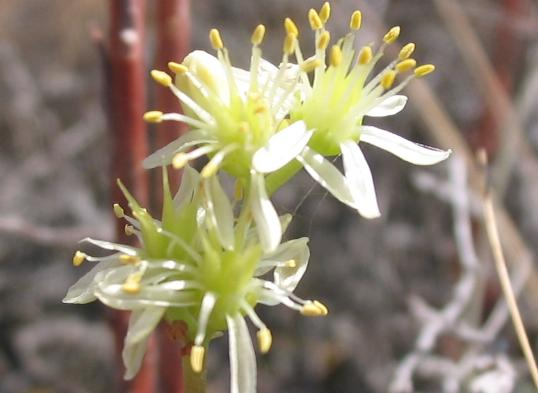
flores.

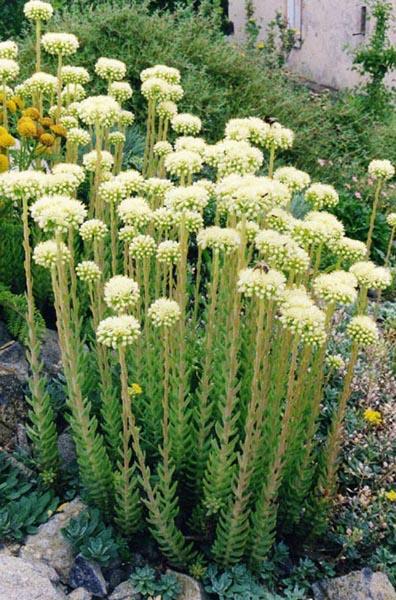
Vista de la planta

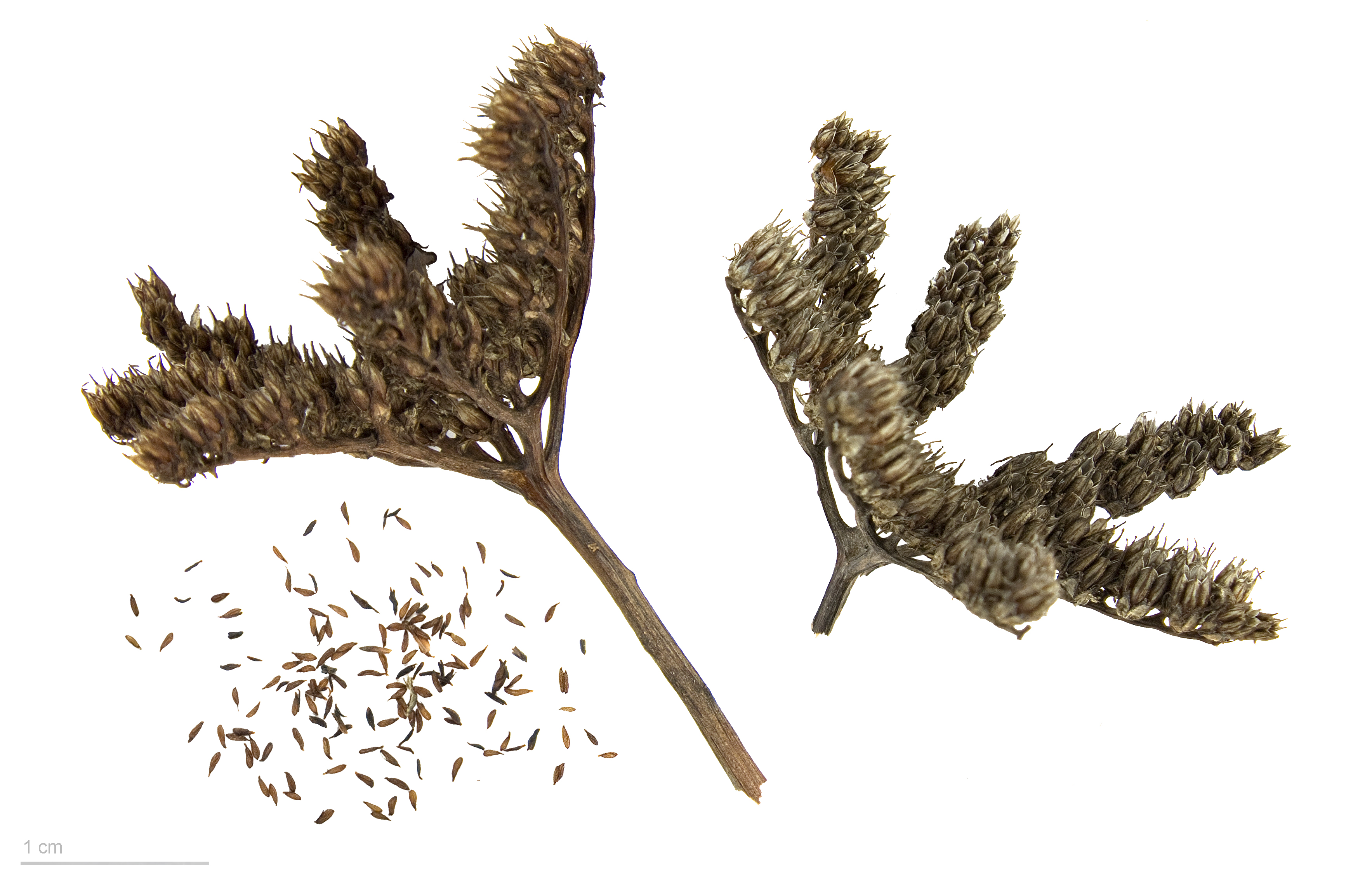
Sedum sediforme

## Características
Como todas las especies de este género, es una planta muy bien adaptada a la sequía, debido a la capacidad de almacenar agua en sus hojas. De porte erguido, puede alcanzar más de 30 cm de altura. Posee hojas oblongas y carnosas de color azul verdoso glauco. Las inflorescencias surgen de tallos terminales de hasta 50 cm con flores hermafroditas de color amarillo, de cinco pétalos y cinco estambres. La floración se da entre julio y agosto.

## Cultivo y usos
Se utiliza en jardinería como decoración de rocallas, en borduras o arriates. Prefiere suelos fértiles, alcalinos y bien drenados y exposiciones soleadas.

## Taxonomía
Sedum sediforme fue descrita por Nikolaus Joseph von Jacquin como Sempervivum sediforme en Hortus Botanicus Vindobonensis, 1:35, t. 81 en 1771 y transferido al género Sedum por Carlos Pau Español y publicado en Acta y Memoria del Primer Congreso de Naturaleza Española en 1909.
Etimología
Ver: Sedum
sediforme: epíteto
Sinonimia
- Sedum altissimum Poir.
- Sedum fruticulosum Brot.
- Sedum lusitanicum Brot.
- Sedum nicaeense All
- Petrosedum sediforme (Jacq.) Grulich
- Sedum jacquinii Haw.
- Sedum rufescens Ten.
- Sempervivum sediforme Jacq. - basiónimo[2]

### Nombres vernáculos
- Castellano: arroz, corre que te pillo, crespinillo, cuchilla de monte, cuchilla fina, gurulillo, hierba puntera, pan de milano, pie vilano, pinillo, pinillo de lagarto, siempreviva, sierra de cazorla, uva de Nuestro Señor, uva de gato, uva de pájaro, uvas de lagarto, uvas de pastor, uvas de pájaro, uvilla de lagarto, uvillas, uña de gato, uña de lagarto, uña de pajarillo, uña de pajarito, uñas de gato, uñas de león, uñas gatas, vinagrera.[3]